# Anne-Lise Caudal
Anne-Lise Caudal (Saint-Jean-de-Luz, 26 juni 1984) is een Franse professional golfster. Ze woont in Ciboure.

## Amateur
In 2005 won zij de Franse Order of Merit.  
In 2006 zat zij in het nationale team bij het wereldkampioenschap in Zuid-Afrika. Ze was de 2de speelster op de Franse rangorde en nummer 4 op de Europese lijst. 

## Gewonnen
- 2004: Coupe Gaveau, Biarritz Cup, Nationaal kampioenschap strokeplay
- 2005: Coupe de France, Frans Open strokeplay-kampioenschap
- Portugees Open strokeplay-kampioenschap

## Professional
Caudal werd in november 2006 professional. 
In 2008 werd ze 3de op net ABN Amro Ladies Open (-11) en won ze het Portugees Open met een score van -16. Een week later werd ze tweede in Tenerife op de Golf Coast Adeje.
In 2012 boekte zij haar tweede overwinning op de Ladies Tour. In de play-off versloeg zij Laura Davies. Ze won niet alleen €52.000 maar kreeg ook een Audi A5 mee naar huis. 

## Gewonnen
- 2008: Portugal Ladies Open op Quinta de Cima
- 2012:  Unicredit German Ladies Open